# Kababina superna
Kababina superna är en spindelart som beskrevs av Davies 1995. Kababina superna ingår i släktet Kababina och familjen Amphinectidae.
Artens utbredningsområde är Queensland. Inga underarter finns listade i Catalogue of Life.